# Foulangues
Foulangues ist eine französische Gemeinde mit 193 Einwohnern (Stand: 1. Januar 2022) im Département Oise in der Region Hauts-de-France. Die Gemeinde liegt im Arrondissement Senlis und ist Teil der Communauté de communes Thelloise und des Kantons Montataire (bis 2015: Kanton Neuilly-en-Thelle). 

## Geographie
Foulangues liegt in den Pays de Thelle, etwa 21 Kilometer westnordwestlich von Senlis. Umgeben wird Foulangues von den Nachbargemeinden Balagny-sur-Thérain im Norden, Cires-lès-Mello im Süden und Osten sowie Ully-Saint-Georges im Westen.

## Bevölkerungsentwicklung
| 1962                      | 1968 | 1975 | 1982 | 1990 | 1999 | 2006 | 2013 |
| ------------------------- | ---- | ---- | ---- | ---- | ---- | ---- | ---- |
| 87                        | 81   | 90   | 128  | 176  | 167  | 201  | 199  |
| Quelle: Cassini und INSEE |      |      |      |      |      |      |      |

## Sehenswürdigkeiten
Siehe auch: Liste der Monuments historiques in Foulangues
- Kirche Saint-Denis aus dem 11./12. Jahrhundert, Monument historique seit 1906

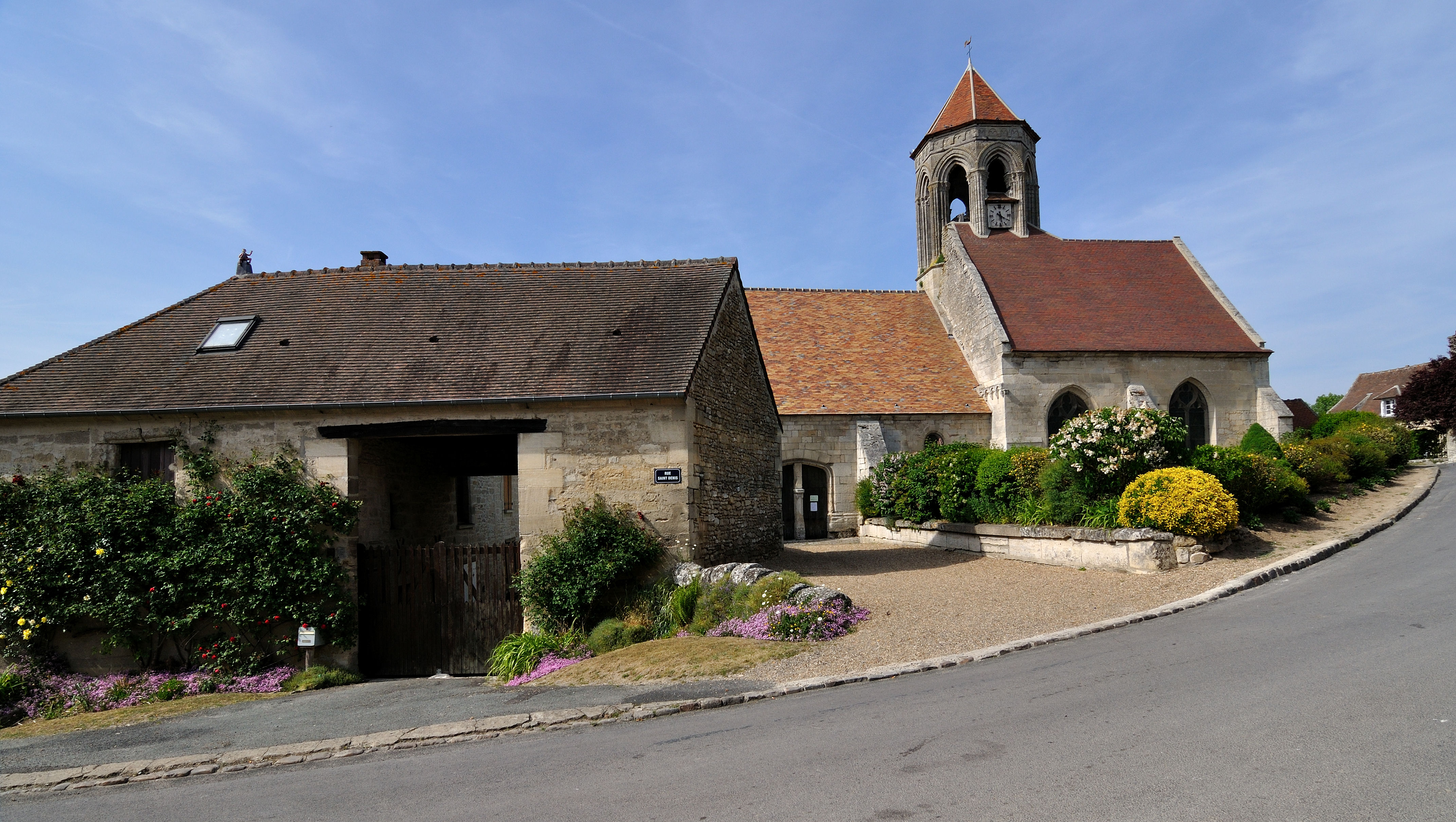
Kirche Saint-Denis